# Pepe Quintero
Pepe Quintero, pseudonyme de José Quintero (né le 5 avril 1971 à Mexico) est un auteur de bande dessinée alternative mexicain.